# Спас-Деменськ
Спас-Де́менськ — місто (з 1917 року) в Росії, адміністративний центр Спас-Деменського району Калузької області.
Населення — 4377 чол. (2015).
Місто розташоване за 197 км від Калуги.

## Історія
Вперше згадується в «Литовській метриці» в 1446 році як волость Демена в числі місць, даних Великим князем Литовським Казимиром в вотчину Федору Львовичу Воротинському. При Івані III в результаті Московсько-Литовської війни Демена перейшла під владу Московського князівства.

## Економіка
- Фабрика строчевишитих виробів
- Маслосироробний завод
- Лісгосп
- Виготовлення кондитерських та хлібобулочних виробів
- Кар'єр (видобуток піску і щебеню)

| Росія | Це незавершена стаття з географії Росії. Ви можете допомогти проєкту, виправивши або дописавши її. |

| Калузька область | Це незавершена стаття про Калузьку область. Ви можете допомогти проєкту, виправивши або дописавши її. |